# كارولين أونوريه
كارولين أونوريه (بالفرنسية: Caroline Honoré)‏ هي منافسة ألعاب القوى فرنسية، ولدت في 29 أبريل 1970 في كليرمون فيران في فرنسا.

## وصلات خارجية
- كارولين أونوريه على موقع الاتحاد الدولي لألعاب القوى (الإنجليزية)
- كارولين أونوريه على موقع الاتحاد الفرنسي لألعاب القوى (الفرنسية)